# مدار ۵۴ درجه جنوبی
مدار ۵۴ درجه جنوبی، دایره‌ ای از عرض جغرافیایی است که در ۵۴ درجهٔ جنوبی خط استوا  قرار دارد.

## گذر از مناطق
از نصف‌النهار مبدأ شروع می‌شود و به سمت مشرق ۵۴ درجه جنوبی از موارد زیر گذر می‌کند:
| مختصات‌ها                                            | کشور، قلمرو یا دریا                 | توضیحات                                                                                |
| --------------------------------------------------- | ----------------------------------- | -------------------------------------------------------------------------------------- |
| ۵۴°۰′ جنوبی ۰°۰′ شرقی / ۵۴٫۰۰۰°جنوبی ۰٫۰۰۰°شرقی     | اقیانوس اطلس                        |                                                                                        |
| ۵۴°۰′ جنوبی ۲۰°۰′ شرقی / ۵۴٫۰۰۰°جنوبی ۲۰٫۰۰۰°شرقی   | اقیانوس هند                         |                                                                                        |
| ۵۴°۰′ جنوبی ۱۴۷°۰′ شرقی / ۵۴٫۰۰۰°جنوبی ۱۴۷٫۰۰۰°شرقی | اقیانوس آرام                        |                                                                                        |
| ۵۴°۰′ جنوبی ۷۳°۹′ غربی / ۵۴٫۰۰۰°جنوبی ۷۳٫۱۵۰°غربی   | شیلی                                | Santa Inés Island, Clarence Island and جزیره آراسنا                                    |
| ۵۴°۰′ جنوبی ۷۱°۱۶′ غربی / ۵۴٫۰۰۰°جنوبی ۷۱٫۲۶۷°غربی  | تنگه ماژلان                         |                                                                                        |
| ۵۴°۰′ جنوبی ۷۰°۵۲′ غربی / ۵۴٫۰۰۰°جنوبی ۷۰٫۸۶۷°غربی  | شیلی                                | Dawson Island                                                                          |
| ۵۴°۰′ جنوبی ۷۰°۲۰′ غربی / ۵۴٫۰۰۰°جنوبی ۷۰٫۳۳۳°غربی  | Canal Whiteside                     |                                                                                        |
| ۵۴°۰′ جنوبی ۷۰°۵′ غربی / ۵۴٫۰۰۰°جنوبی ۷۰٫۰۸۳°غربی   | شیلی                                | Isla Grande de Tierra del Fuego                                                        |
| ۵۴°۰′ جنوبی ۶۸°۳۷′ غربی / ۵۴٫۰۰۰°جنوبی ۶۸٫۶۱۷°غربی  | آرژانتین                            | Isla Grande de Tierra del Fuego                                                        |
| ۵۴°۰′ جنوبی ۶۷°۲۴′ غربی / ۵۴٫۰۰۰°جنوبی ۶۷٫۴۰۰°غربی  | اقیانوس اطلس                        |                                                                                        |
| ۵۴°۰′ جنوبی ۳۸°۱۲′ غربی / ۵۴٫۰۰۰°جنوبی ۳۸٫۲۰۰°غربی  | جورجیای جنوبی و جزایر ساندویچ جنوبی | جزایر ویلیس, Bird Island and جزایر جورجیای جنوبی و ساندویچ جنوبی (claimed by آرژانتین) |
| ۵۴°۰′ جنوبی ۳۷°۲۳′ غربی / ۵۴٫۰۰۰°جنوبی ۳۷٫۳۸۳°غربی  | اقیانوس اطلس                        |                                                                                        |